# 马恩河畔鲁夫鲁瓦
马恩河畔鲁夫鲁瓦（法語：Rouvroy-sur-Marne，法語發音：[ʁuvʁwa syʁ maʁn]）是法国上马恩省的一个市镇，位于该省北部，马恩河畔，属于圣迪济耶区。

## 地理
马恩河畔鲁夫鲁瓦（48°21'27"N, 5°8'49"E）面积8.41 平方千米，位于法国大東部大區上马恩省，该省份为法国东北部内陆省份，北起马恩省和默兹省，西接奥布省，西南接科多尔省，东南接上索恩省，东临孚日省。
与马恩河畔鲁夫鲁瓦接壤的市镇（或旧市镇、城区）包括：布莱库尔、栋热、弗拉姆雷库尔、居德蒙-维利耶、马恩河畔米塞。

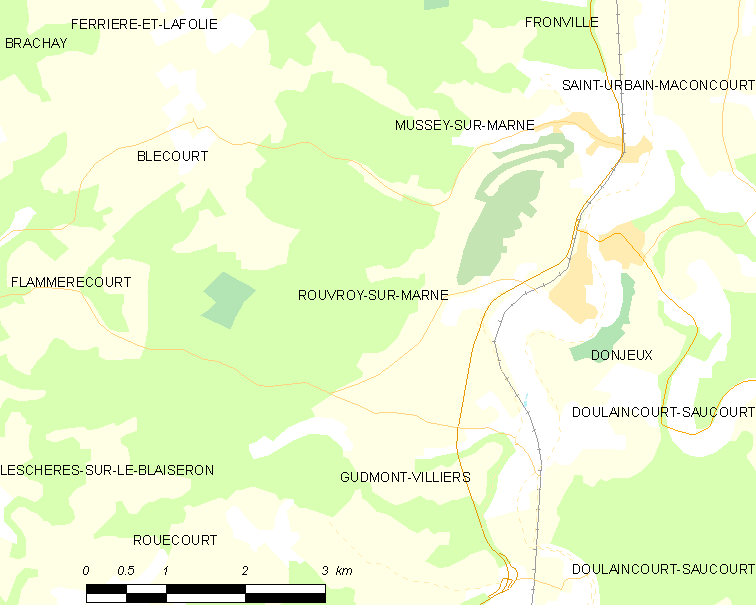
马恩河畔鲁夫鲁瓦的OSM定位图

马恩河畔鲁夫鲁瓦的时区为UTC+01:00、UTC+02:00（夏令时）。

## 行政
马恩河畔鲁夫鲁瓦的邮政编码为52300，INSEE市镇编码为52440。

## 政治
马恩河畔鲁夫鲁瓦所属的省级选区为茹安维尔县。

## 人口

1962-2008年间马恩河畔鲁夫鲁瓦人口变化图示

马恩河畔鲁夫鲁瓦于2022年1月1日时的人口数量为368人。